# (37028) 2000 UR6
2000 UR6 (asteroide 37028) é um asteroide da cintura principal. Possui uma excentricidade de 0.18075880 e uma inclinação de 1.40508º.
Este asteroide foi descoberto no dia 24 de outubro de 2000 por LINEAR em Socorro.